# Lady Chatterleys elsker
Lady Chatterleys Elsker (engelsk: Lady Chatterley's Lover) er en roman af D.H. Lawrence, der blev udgivet første gang i 1928. Den første udgave blev trykt i Firenze i Italien, da den ikke kunne udgives i Storbritannien før 1960 grundet landets forbud mod pornografi. 
Bogen blev hurtigt kendt for sin historie om et forhold mellem en mand fra arbejderklassen og en aristokratisk kvinde, sine eksplicitte beskrivelser af sex og sin sprogbrug, der i datiden var uhørt. Historien siges at være baseret på virkelige hændelser fra Lawrences liv, ligesom miljøet er inspireret af Eastwood i Nottinghamshire, hvor han boede en overgang. 
Lady Chatterleys Elsker udkom på dansk første gang i 1932 i en forkortet udgave. Først i 1950 udkom den fuldstændige udgave. Da Penguin Books udgav bogen i Storbritannien i 1960 blev forlaget sagsøgt grundet bogens påståede "moralsk nedbrydende karakter". Forlagets forsvarer havde imidlertid indkaldt 35 vidner, der udtalte sig om bogens høje etiske værdi, bl.a. forfattere som E.M. Forster og Rebecca West. Sagen endte med, at forlaget blev frifundet og betød, at det litterære klima i England generelt blev mere frit. I Australien var bogen imidlertid fortsat forbudt, og selv en bog, der beskrev retssagen blev forbudt.
Bogen er filmatiseret seks gange, senest i 2006, og har også været opført som skuespil.